# Arab Bank

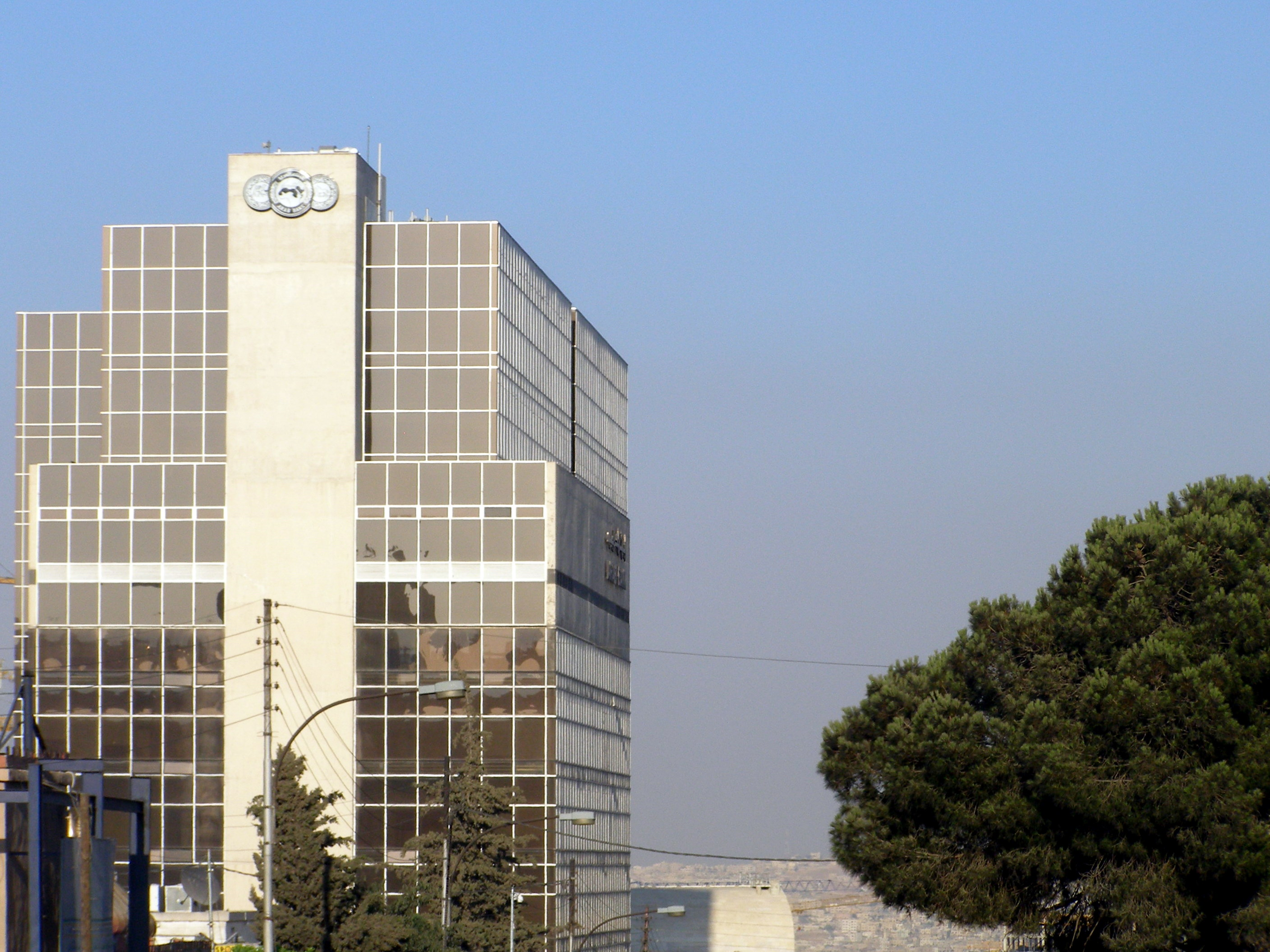
Sede del Arab Bank en Amán, Jordania.

El Arab Bank (en árabe: البنك العربي) (AB) es un grupo bancario y financiero jordano del que uno de los accionistas principales fue el millonario libanés Rafiq Hariri con la familia del fundador, Shoman. Creado en 1930 por el hombre de negocios palestino Abdul Hameed Shoman, Arab Bank inicia sus actividades en Jerusalén como un pequeño banco para convertirse en uno de los grupos más importantes de Oriente Medio. En 1948, se instala en su nueva sede social en Amán. Está especializado en el desarrollo y la financiación de grandes proyectos de infraestructuras en Oriente Medio y África del Norte.
Con más de 500 agencias a través de treinta países, cubriendo los cinco continentes, el Arab Bank es el mayor grupo árabe, que se beneficia de una presencia internacional importante; está presente en las principales plazas financieras como Nueva York, Londres, Singapur, Zúrich, París, Fráncfort, Sídney, Baréin y Dubái.
En 2010, Arab Bank ha sido nombrado como Best Trade Finance Bank (Mejor Banco Financiero Comercial) en Oriente Medio y Norte de África.

## Historia
La historia del Arab Bank está estrechamente ligada a la de la familia Shoman y su fundador Abdul Hameed Shoman. Shoman decide organizar un reencuentro en El Cairo con Talaat Harb, el presidente del consejo de administración del Banco Misr. Shoman propone la idea de crear un banco conjunto egipcio-palestino, con un capital de 100.000 libras palestinas; sin embargo, los acontecimientos políticos de la región obligan a Talaat Harb a poner el proyecto en espera. Shoman 
pudo progresar con su plan con siete inversores y un capital inicial de 15.000 libras palestinas; Arab Bank fue registrado el 21 de mayo de 1930, y comenzó sus operaciones en Jerusalén el 14 de julio del mismo año.

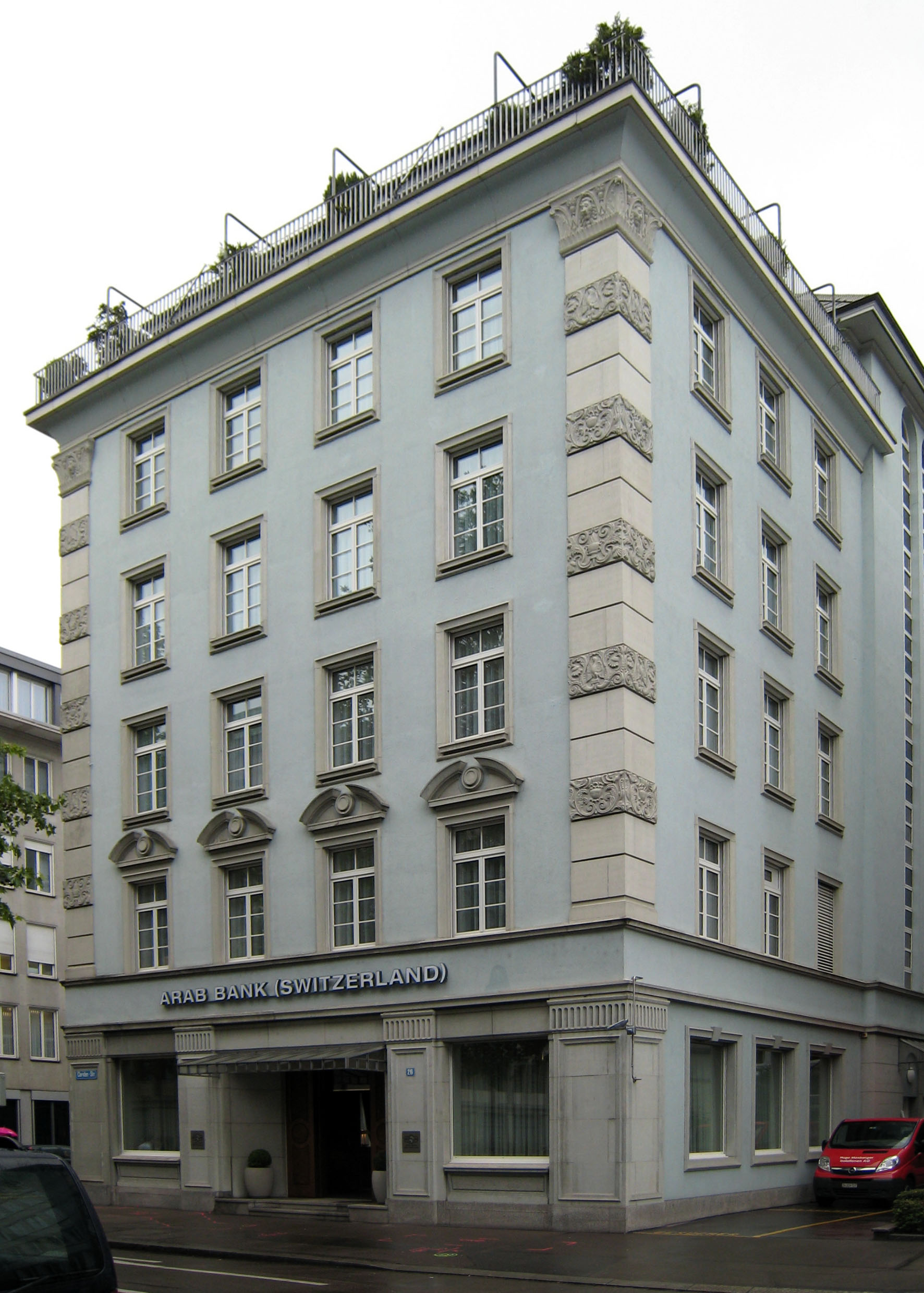
Arab Bank (Suiza) Ltd. en Zúrich, Suiza.

A día de hoy, con base en Amán en Jordania, constituye el primer banco del sector entre las instituciones financieras del mundo árabe. También juega un rol importante en la financiación del comercio internacional. Las necesidades de desarrollo de los países árabes, que obtuvieron la independencia en esa época, ha sido el principal motor de éxito del banco.
En la década de 1960 se caracterizó por una ola de nacionalizaciones que invadió el mundo árabe; gran número de países obtuvieron la independencia de Francia y el Reino Unido. Las agencias de Egipto y Siria fueron nacionalizadas en 1961, las de Irak en 1964, Adén en 1969, y finalmente las de Sudán y Libia en 1970. En el curso del decenio, el Arab Bank perdió un total de 25 agencias. Cuando Israel ocupó Cisjordania y la franja de Gaza en 1967, las sucursales respectivas fueron cerradas.
El grupo abrió su primera sede internacional en 1961, el Arab Bank (Switzerland) Ltd., convirtiéndose en la primera institución árabe en instalarse en Suiza. Se abrió una primera agencia comercial en 1962 en Zúrich, seguida de una segunda en Ginebra en 1964.
Después de su creación en Jerusalén el 21 de mayo de 1930 como Arab Bank Limited, el banco no ha dejado de crecer y mejorar. Comenzó sus operaciones el 14 de julio del mismo año. El 31 de enero de 1990, cambió su nombre a Arab Bank Plc, conforme al artículo 318 de la Ley de sociedades jordanas # 1 de 1989.
En 2006, Arab Bank instaura el Europe Arab Bank, con base en Londres, filial enteramente del banco. Igualmente ha adquirido el 50% de Turkland Bank de Turquía, y el 50% de Al Nisr Al Arabi, compañía de seguros jordana, introduciendo los seguros bancarios en su gama de productos.
En 2008, Arab Bank ha adquirido, por valor de 210 millones de euros, el 19% del capital del Wahda Bank que constituye el segundo mayor banco comercial de Libia por volumen de préstamos.
En 2009, Arab Bank declara tener deudas por 100 millones de dólares en Dubai World, precisando que el préstamo es reembolsable en junio de 2013.

## Perfil de la compañía

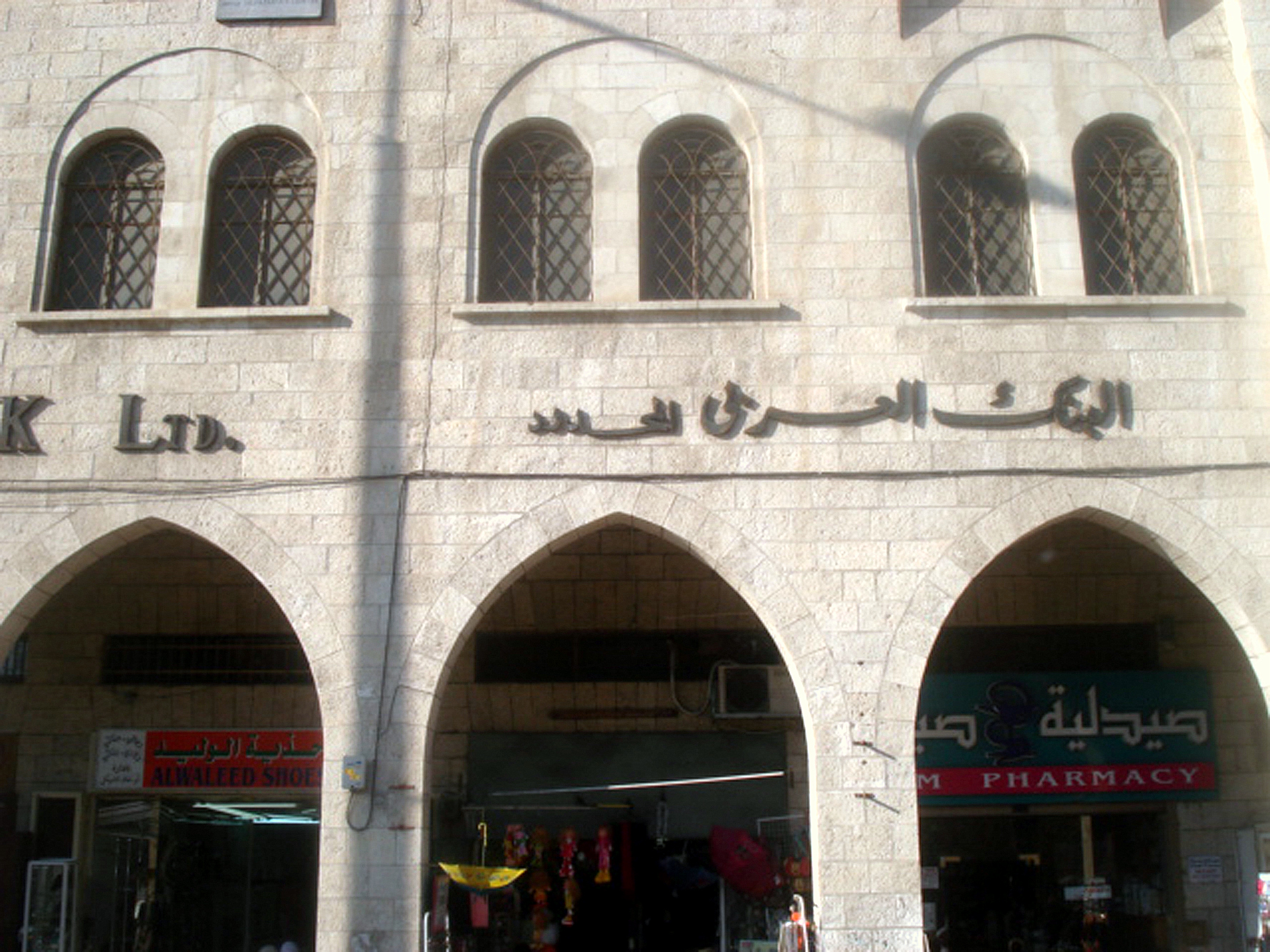
Arab Bank en Jerusalén, Palestina.

El grupo trabaja en el desarrollo de las economías árabes a través de la financiación de proyectos estratégicos de infraestructura en todo el Oriente Medio y África del Norte. Con sus oficinas centrales con sede en Amán, Jordania, Arab Bank constituye la primera institución privada del sector financiero en el mundo árabe.
Arab Bank se encuentra entre las mayores instituciones financieras internacionales, con una clasificación de (A-) de Fitch, (A-) de Standard & Poor's y (A3) de Moody's
Arab Bank tiene 500 sucursales en 30 países de los 5 continentes; mantiene posiciones de liderazgo en los principales mercados y centros financieros como Londres, Nueva York, Dubái, Singapur, Zúrich, París, Fráncfort, Sídney y Baréin.

## El Grupo
- Arab Bank PLC
- Arab Bank Australia Ltd.
- Europe Arab Bank (EAB)
- Arab Bank (Switzerland) Ltd.
- AB Capital
- Al Arabi Investment Company
- Islamic International Arab Bank
- Al-Nisr Al-Arabi Insurance
- Arab Bank Syria
- Arab Investment Bank S.A.L
- Arab Tunisian Bank
- Arab National Bank
- Arabia Insurance Co.
- Oman Arab Bank
- Turkland Bank
- Wahda Bank
- Arab Sudanease Bank